# Primer asedio de Drogheda

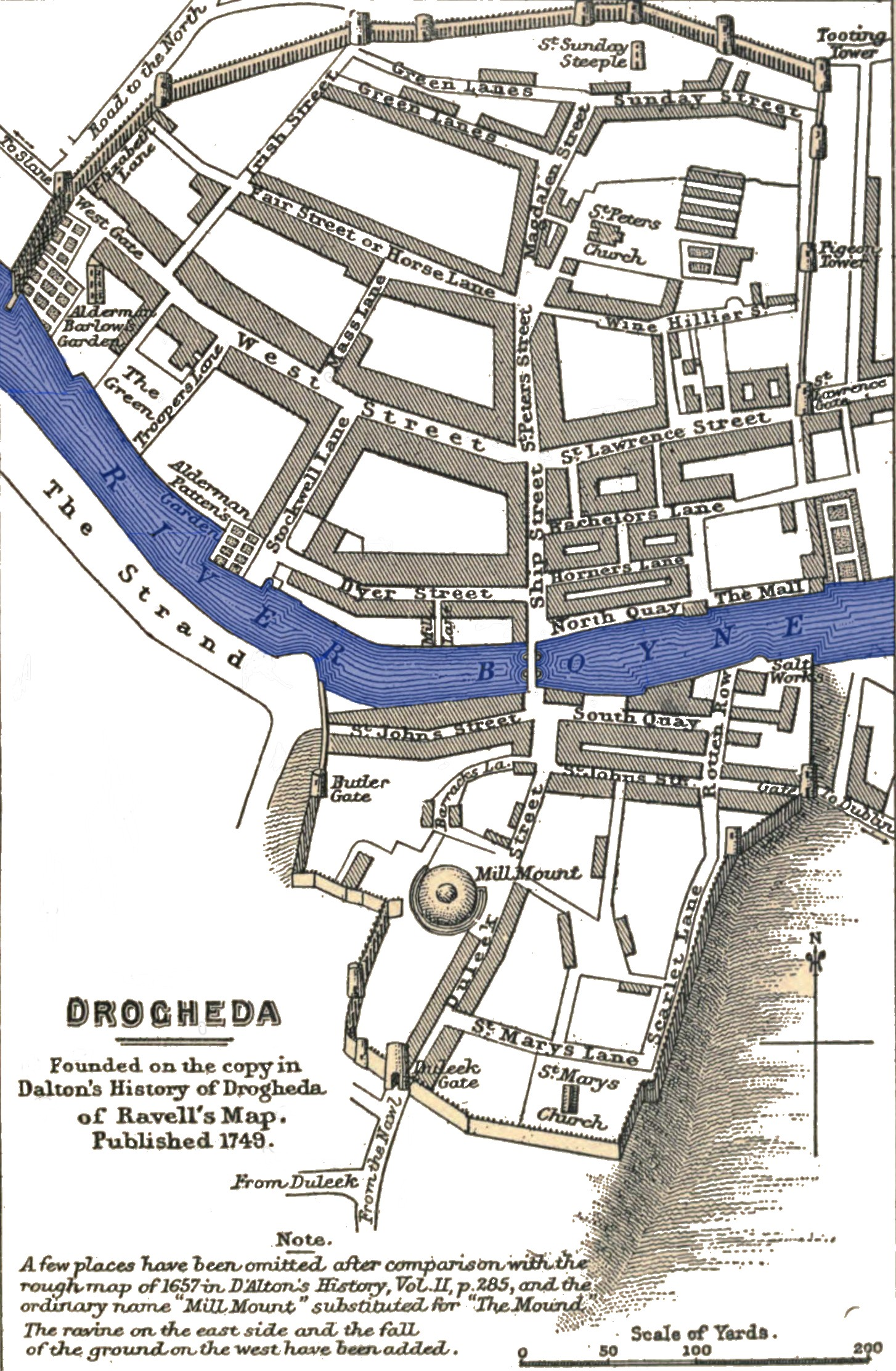
Drogheda - Notas de S. R. Gardiner: Fundado en la copia del mapa de Ravell publicado en 1749 en D'Alton's History of Drogheda, Vol. II, pág. 363.

El Asedio de Drogheda, ciudad del suroeste de Irlanda, ocurrió en dos ocasiones en 1640, una durante las guerras confederadas y la otra durante las guerras de los Tres Reinos. El primer asedio tuvo lugar durante la rebelión de 1641, cuando Phelim O'Neill y los insurgentes fallaron en tomar la ciudad. El segundo y más afamado fue entre el 3 y el 11 de septiembre de 1649, durante la conquista de la isla que llevó a cabo Oliver Cromwell, cuando su Nuevo Ejército Modelo tomó la ciudad y masacró a su guarnición y a muchos civiles.

## Primeros asedios (1641-1642)
Después de vencer a las tropas del gobierno en la batalla de Julianstown, una fuerza rebelde bajo el mando de Phelim O'Neill sitió a Drogheda en diciembre de 1641. Los rebeldes, quienes la mayoría de ellos provenían de Ulster, eran alrededor de 6 000 y no poseían maquinaria de asedio, ni ninguna clase de artillería para hacer brechas en las murallas de la ciudad, por lo que la bloquearon con la esperanza de que se rindiesen por inanición. Dentro de Drogheda se encontraban resguardados unos 2 000 soldados ingleses bajo el mando del coronel Tichborne.
Los rebeldes intentaron asaltar la ciudad en tres ocasiones. En la primera simplemente se precipitaron hacia las murallas. En el segundo intento, un pequeño grupo de 500 hombres penetró en la ciudad por la noche a través de secciones de las murallas que estaban en ruinas, con el objetivo de abrir las barreras para que un grupo de 700 hombres que se encontraba afuera pudiesen asaltarla. Sin embargo, la incursión inicial fue rechazada por confusión en la lucha y por la mañana, la guarnición abrió las barreras para permitirles entrar y así poder aprisionarlos una vez que estuvieron dentro. El último intento fue en marzo de 1642, cuando parecía inminente que la ciudad necesitaba un relevo, atacando las murallas con escaleras, pero fueron rechazados de nuevo. Poco tiempo después llegaron refuerzos ingleses desde Dublín, bajo el mando del coronel Moore que frenó el asedio y los obligó a retirarse hacia Dundalk y de vuelta a Ulster.